# Körsbärskornell

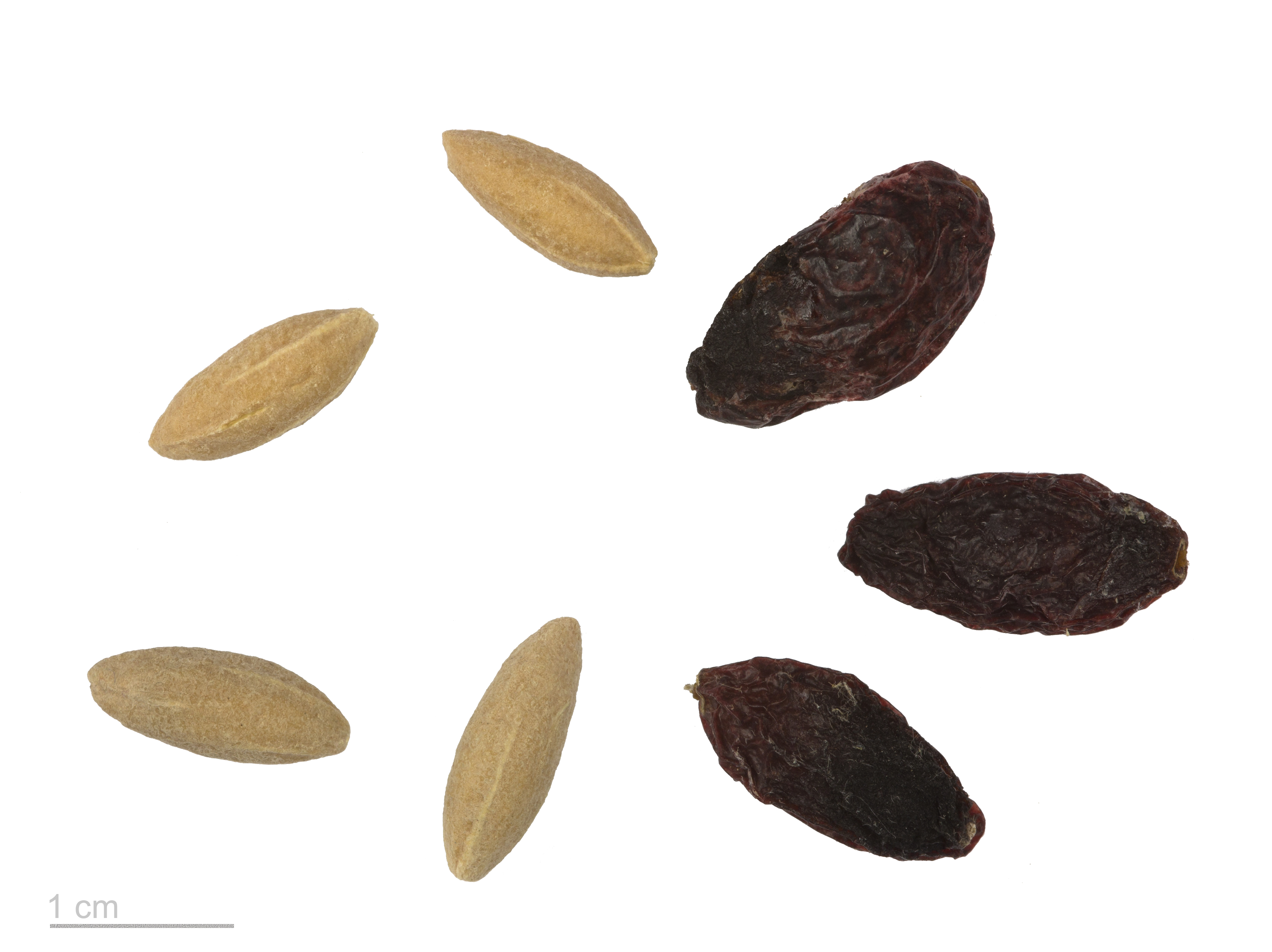
Cornus mas

Körsbärskornell (Cornus mas) är en växtart i familjen kornellväxter och förekommer naturligt från centrala och sydöstra Europa till Kaukasus. I Sverige förekommer den inte naturligt, utan som prydnadsväxt eller som bärbuske i trädgårdar och parker. 
Körsbärskornell är en lövfällande buske (4 meter hög) eller ett litet träd (8 meter), med bred och ganska låg krona. Buskformen har fler upprättstående huvudgrenar, medan trädformen har en genomgående stam och överhängande huvudgrenar som går ganska vågrätt ut från huvudstammen. Barken är först gråbrun med gröna inslag. Senare blir den ljusbrun med spridda korkporer och till sist är den grå och uppsprickande. Knopparna är motsatt placerade på grenen, bruna och spetsiga (blomknopparna är dock runda och utspärrade). Avståndet mellan knopparna är långt. Bladen är äggrunda, med lång spets. Bladkanten är helbreddad och bladets ådror är bågformade. Översidan är skinande grön, medan undersidan är blågrön. Höstfärgen är brungul. 
Blommorna slår ut före lövsprickningen, det vill säga i mars till april. Blommorna är gula. De kommer på individer som är mer än fem år gamla. Frukterna kan beskrivas som tunn-formade körsbär, med samma röda färg. Fröna mognar lätt, men behöver ligga i jorden tre vintrar innan de gror. 
Rotnätet består av djupt gående huvudrötter och fint förgrenade grunt liggande sidorötter. Veden är hård och vit. De röda frukterna är sura, men väl lämpade för saft och sylt. De kan också användas som cocktailbär. 

## Användning

### Frukten
Frukterna är röda bär som, när de är mogna på plantan, liknar kaffebönor och mognar från mitten till slutet av sommaren. Frukten är ätbar och mycket populär i Iran, där den anses ha olika medicinska egenskaper och ge hälsofördelar. Den används även i Östeuropa, Storbritannien och British Columbia i Kanada. Mogna frukter är mörkröda som rubiner eller klargula. De har en syrlig smak som bäst kan beskrivas som en blandning av tranbär och sura körsbär. Frukten används främst till sylt. I Azerbajdzjan används den ofta för att göra inläggningar, tillsätts i risrätter eller används i drycker. I Armenien används Cornus-bär för att framställa vodka. I Rumänien och Moldavien används bären för att göra en alkoholhaltig dryck som kallas cornată. I Bulgarien används bären flitigt för att göra kompot. I Iran är färsk frukt populär som en uppfriskande sommargodbit eller som infusion i Araq (russinvodka).

### Blomman
Arten odlas även som prydnadsväxt för sina gula blommor som blommar sent på vintern, tidigare än forsythiens blommor. Även om Cornus mas blommor inte är lika stora och intensiva som forsythiens, kan hela plantan användas för en liknande effekt i trädgården.

### Trä
Träet från Cornus mas är mycket tätt och, till skillnad från träet från de flesta andra vedartade växter, sjunker det i vatten. Denna täthet gör träet värdefullt för tillverkning av verktygsskaft och maskindelar.
Cornus mas användes redan från 700-talet f.Kr. av grekiska hantverkare för att tillverka spjut, kastspjut och bågar, då träet ansågs vara överlägset alla andra träslag. Träets koppling till vapen var så känd att det grekiska namnet på träet användes som ett synonym för "spjut" i dikter under 300- och 400-talen f.Kr.
I Italien tillverkas traditionellt mazzarella, uncino eller bastone — den käpp som bars av butteri (ryttare och boskapsherdar) i Maremma-regionen — av cornelträ, som där kallas crognolo eller grugnale, dialektala former av det italienska ordet corniolo.

## Synonymer
Cornus erythrocarpa St.-Lag.
Cornus mas f. conica Jovan.  
Cornus mas f. oxycarpa Jovan.
Cornus mas var. oblongifolia Jovan.
Cornus mascula L.
Cornus praecox Stokes
Cornus nudiflora Dumort. nom. illeg.
Cornus vernalis Salisb. nom. illeg.
Macrocarpium mas (L.) Nakai

#### Bildgalleri

Körsbärskornell - Cornus mas
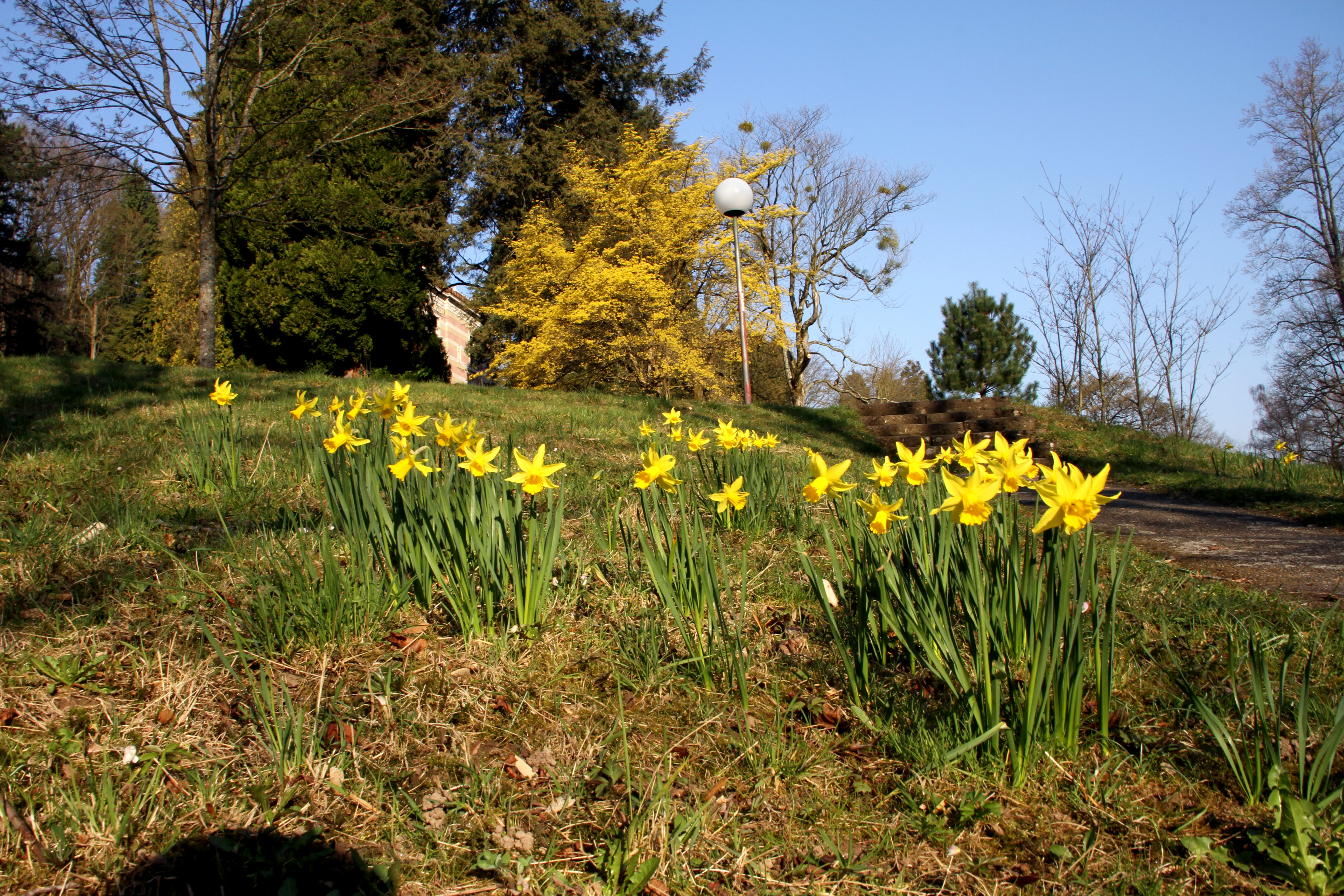
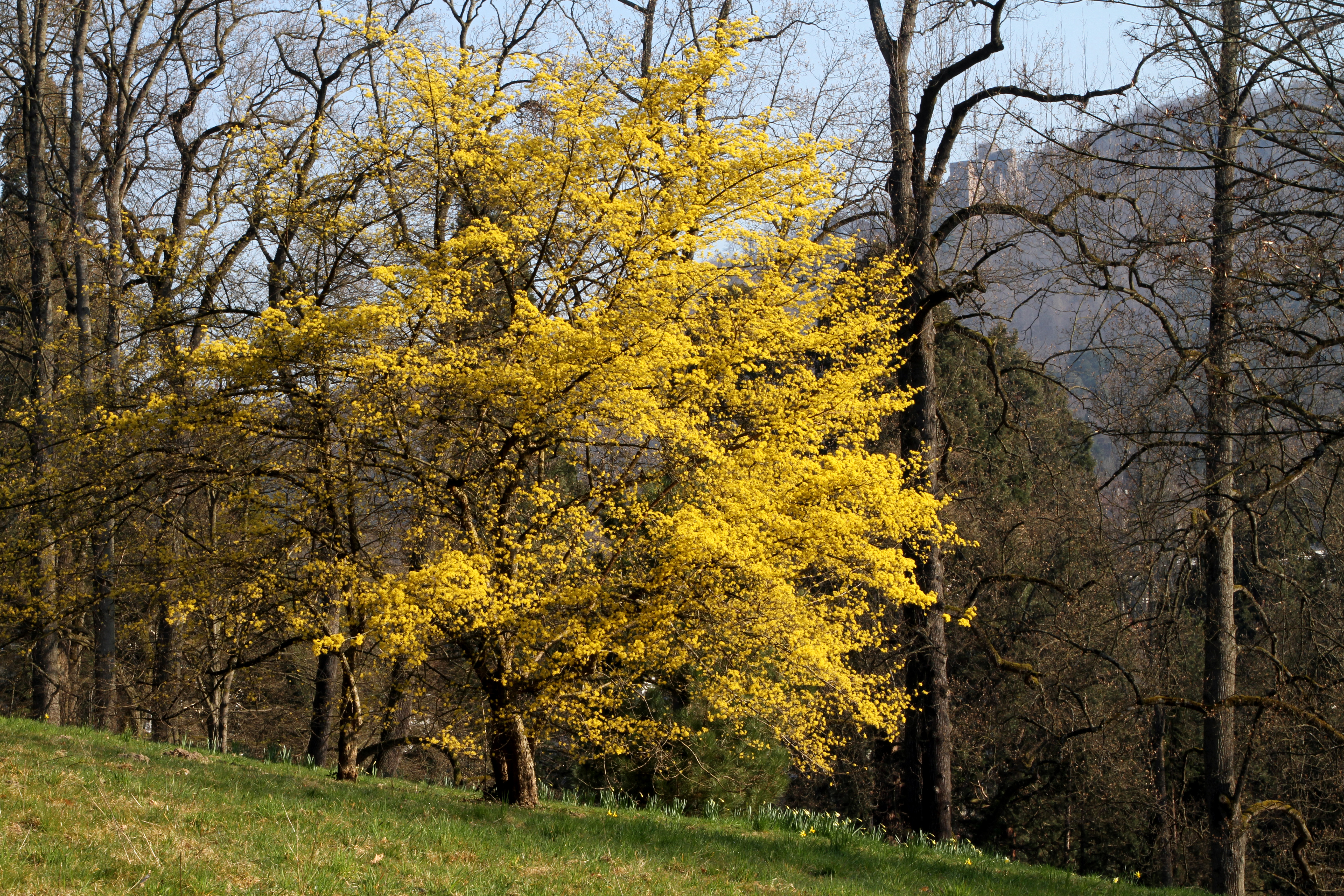
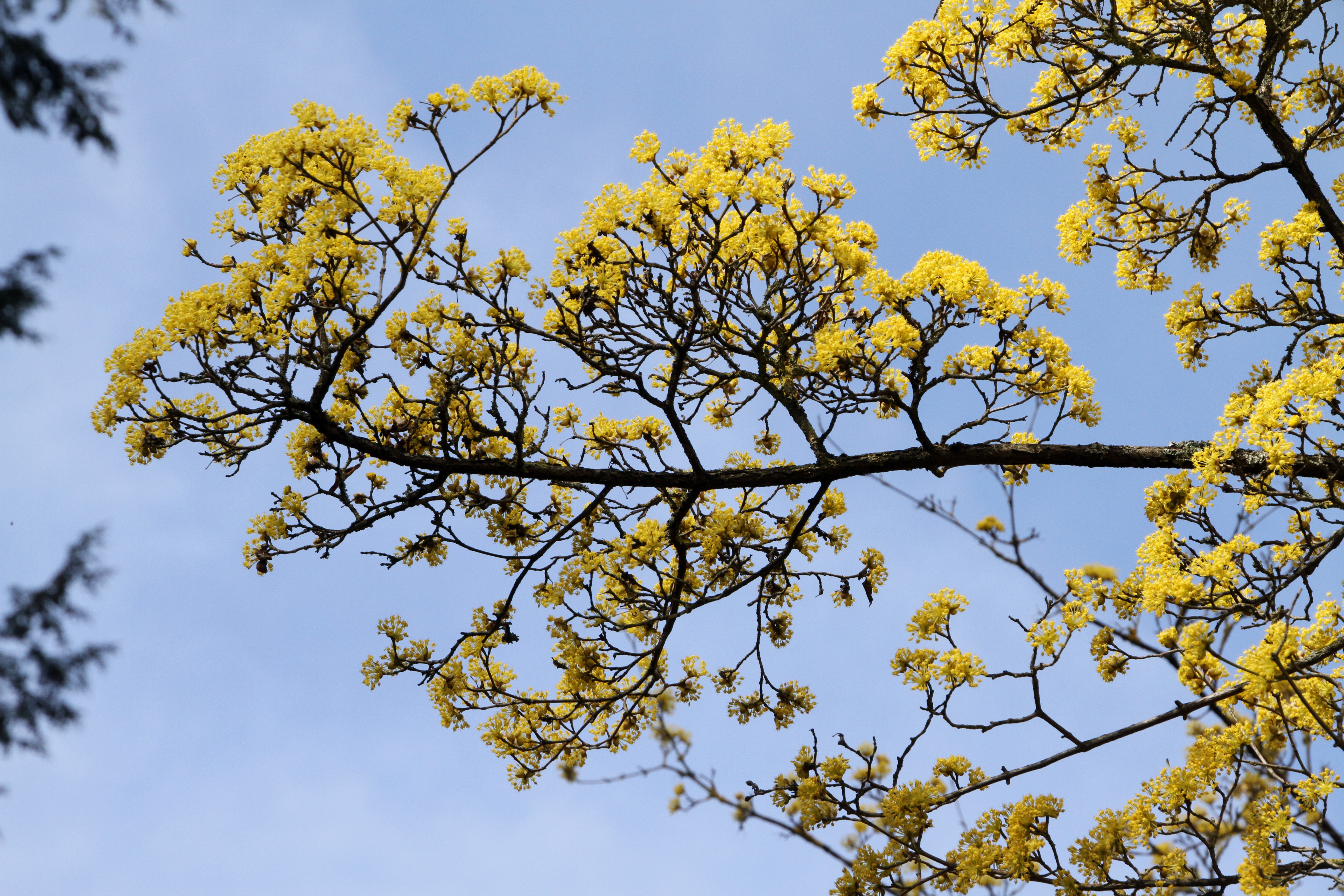
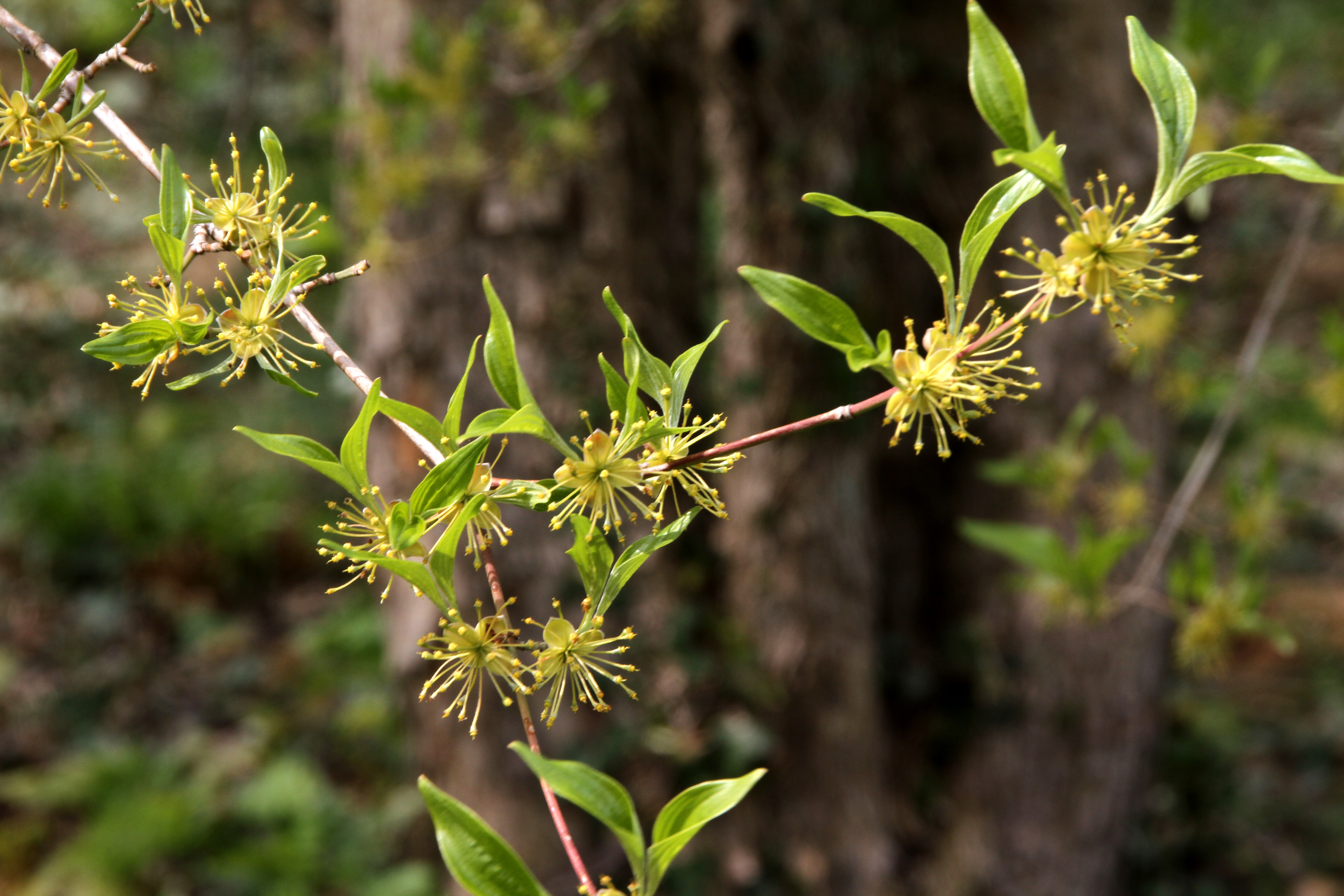
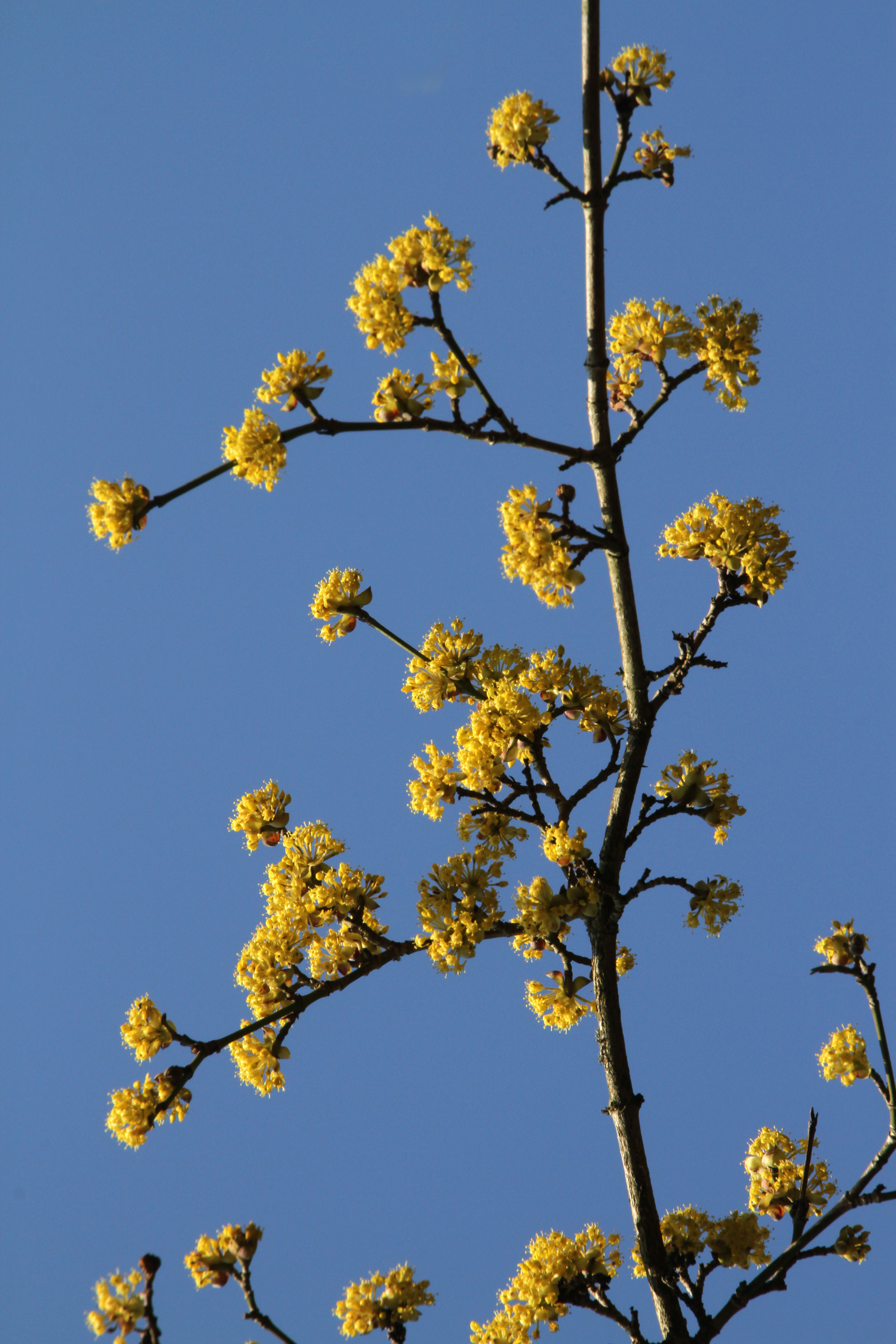
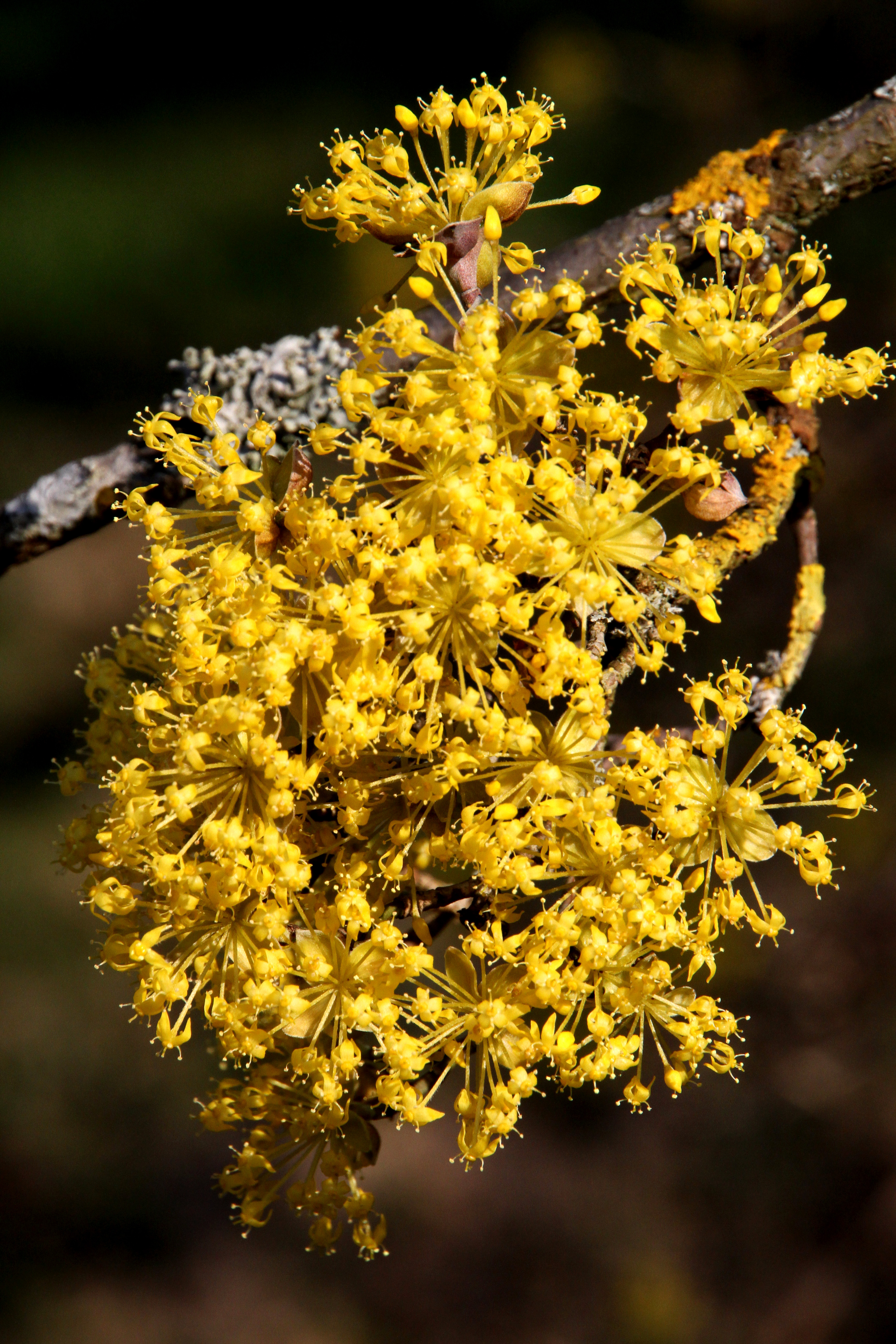
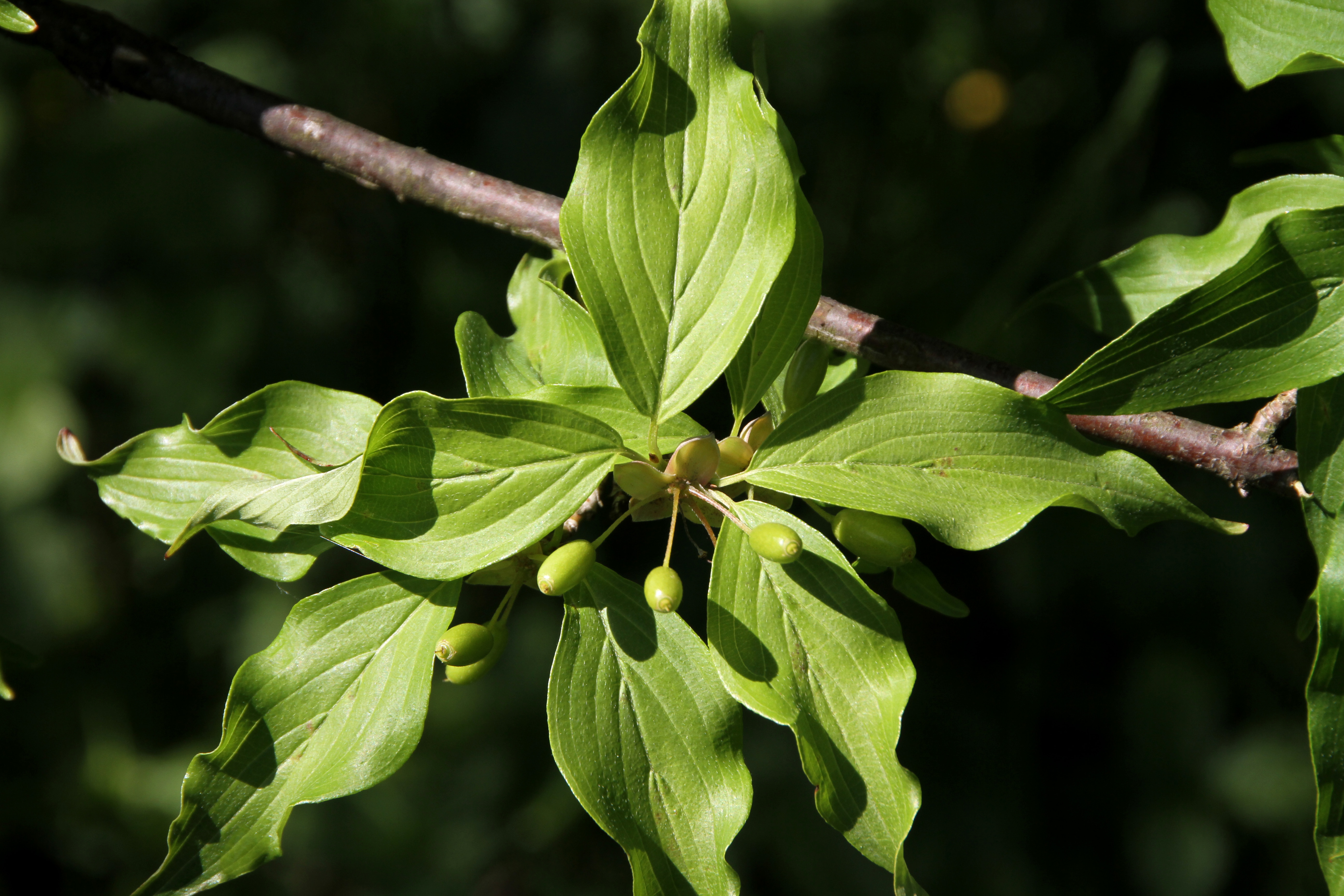
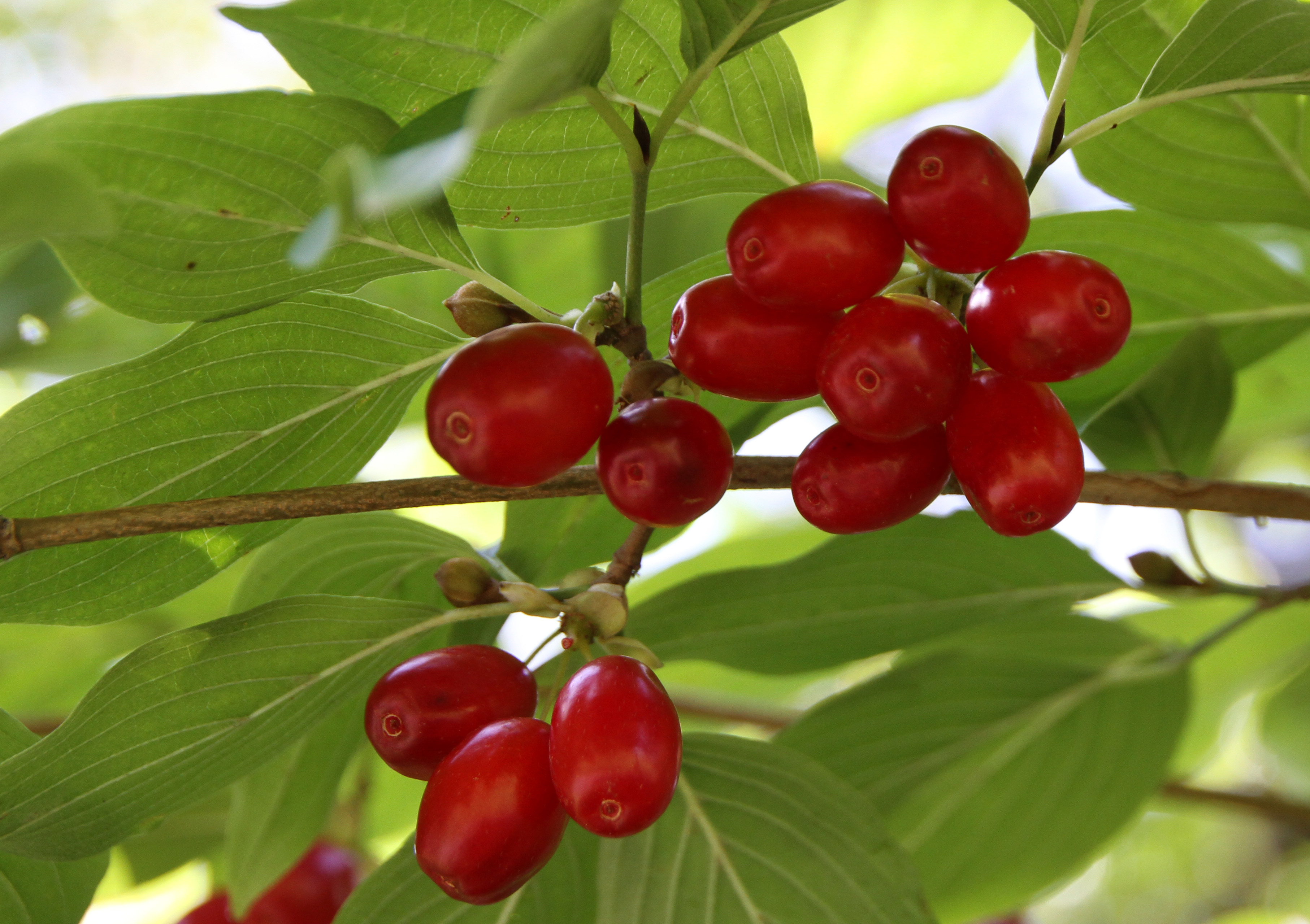